# Oligomyrmex atomus
Oligomyrmex atomus är en myrart som beskrevs av Carlo Emery 1900. Oligomyrmex atomus ingår i släktet Oligomyrmex och familjen myror. Inga underarter finns listade i Catalogue of Life.